# Bobby Lewis
Robert Alan „Bobby“ Lewis (* 17. Februar 1933 in Indianapolis, Indiana; † 28. April 2020) war ein US-amerikanischer Rock-’n’-Roll- und R&B-Sänger. Sein bekanntester Song ist der Nummer-eins-Hit „Tossin' and Turnin'“.

## Biografie
Bobby Lewis wuchs in einem Waisenhaus in Indianapolis auf. Schon mit fünf Jahren erhielt er Klavierunterricht, in der Schule wurde sein Gesang gefördert. Mit zwölf Jahren wurde er adoptiert und kam dadurch nach Detroit, Michigan, wo er mit 14 Jahren ausriss und sich als Pförtner, Eisverkäufer, Lastwagenfahrer und Hotelhilfe durchschlug. Er strebte jedoch eine Karriere als Musiker an. Beeinflusst durch Blues-Musiker und später durch den frühen Rock ’n’ Roll sang er in einem Detroiter Nachtclub. Hier lernte er Jackie Wilson kennen, und über Wilsons Manager kam er zu seiner ersten Plattenaufnahme. „My Love Is Solid as a Rock“ hieß seine erste, 1952 auf dem Chicagoer Label Parrot veröffentlichte Single. 
Er trat nun regelmäßig in der Varieté-Fernsehshow von Soupy Sales in Detroit auf. 1958 brachte er seine zweite Single „Mumbles Blues“ auf den Markt, die so erfolglos blieb wie ihr Vorgänger. Auf Veranlassung von Jackie Wilson und Drängen seiner Ehefrau ging Lewis nach New York. Obwohl er in der Anfangszeit dort einige Rückschläge bei Bewerbungen erlitt, gab er nicht auf. Er sang erneut in verschiedenen Clubs; unter anderem hatte er 1960 ein einwöchiges Engagement im Apollo Theater, wo er die Doo-Wop-Band The Fireflies kennenlernte. 
Den Sänger der Fireflies, Ritchie Adams, traf er wenige Wochen später wieder, als er bei Beltone Records vorspielte. Adams und der Labelbesitzer, Joe Rene, hörten sich einige von Lewis' Songs an; dann baten sie ihn, einen von ihnen verfassten Titel zum Besten zu geben – „Tossin' and Turnin'“. Lewis erhielt einen Plattenvertrag, und Beltone veröffentlichte das Lied Ende 1960. Es dauerte allerdings bis zum 10. Juli 1961, ehe die Single auf die Nummer-eins-Position in den Billboard-Charts kletterte. Sieben Wochen lang blieb sie auf Platz eins, ehe sie von Joe Dowells „Wooden Heart“ abgelöst wurde. Auch in den R&B-Charts stieg das Lied bis an die Spitze und konnte sich dort zehn Wochen halten. Mehr als drei Millionen Exemplare der Single wurden verkauft; sie war die meistverkaufte Single in den USA im Jahr 1961. Der Erfolg überzeugte Beltone Records, zum ersten (und einzigen) Mal auch eine Langspielplatte eines ihrer Künstler zu veröffentlichen.
Den Erfolg von „Tossin' and Turnin'“ konnte Lewis nie wiederholen. Die Nachfolgesingle „One Track Mind“ wurde mit einer Höchstnotierung auf Platz 9 noch ein Top-10-Hit. Bei beiden Aufnahmen wurde vom Joe Rene Orchester begleitet. Danach kamen noch zwei weitere Songs, „What A Walk“ und „I'm Tossin' and Turnin' Again“, in die unteren Regionen der Hot 100. Bobby Lewis blieb jedoch in seiner Heimat ein beliebter Star, ging auf Tourneen und war regelmäßiger Gast in Fernsehshows wie Dick Clarks American Bandstand. Bis in die 1970er war er im Studio und noch länger auf der Bühne aktiv.
Die Hitsingle „Tossin' and Turnin'“ wurde 1978 für den Soundtrack des Films National Lampoon's Animal House benutzt. Es gibt einige, stilistisch sehr unterschiedliche Covers, so die in Großbritannien erfolgreiche Version der britischen Band The Ivy League, die 1965 Platz drei der UK-Charts erreichte, eine Version des Folksängers Steve Goodman und eine von KISS-Drummer Peter Criss auf seinem Soloalbum aus dem Jahre 1978.